# Mojżesz Grawe
Mojżesz Grawe (ur. 1866 w Łodzi, zm. 17 czerwca 1913 we Wrocławiu) – polski szachista, działacz szachowy.
Grawe był aktywnym uczestnikiem życia szachowego Łodzi. W 1897 i 1898 zajął w mistrzostwach miasta III miejsce, w turnieju mistrzowskim na przełomie 1899 i 1900 uplasował się na IV miejscu. W 1903 należał do grona założycieli Łódzkiego Towarzystwa Zwolenników Gry Szachowej i wziął udział w pokazowym meczu z okazji inauguracji działalności. W 1912 zastąpił Chaima Janowskiego na stanowisku prezesa Towarzystwa.